# Siekluki (gmina)
Siekluki – dawna gmina wiejska istniejąca w XIX wieku w guberni płockiej. Siedzibą władz gminy były Siekluki.
Za Królestwa Polskiego gmina Siekluki należała do powiatu płońskiego w guberni płockiej.
Gminę zniesiono w połowie 1870 roku a jej obszar włączono do gmin: Wójty Zamoście, Nacpolsk i Sarbiewo.